# Púlsar binari
Un púlsar binari és un púlsar amb un company estel·lar que sovint és un altre púlsar, una nana blanca o un estel de neutrons. Aquests sistemes estel·lars són d'especial interès pels astrofísics, ja que reuneixen les condicions ideals per posar a prova la relativitat general en camps gravitatoris forts.
Malgrat que el company del púlsar sovint és difícilment visible o del tot invisible, els intervals de temps entre les pulsacions del pùlsar es poden mesurar amb gran precisió mitjançant l'ús de radiotelescopis. Un model relativament simple de 10 paràmetres que involucri informació sobre el temps entre pulsacions, les òrbites de Kepler i tres correccions post-Kepler (el ritme d'avanç del periastre, un factor a causa del desplaçament cap al roig gravitacional i un ritme de variació del període orbital a causa de la radiació gravitacional) és suficient per descriure satisfactòriament el sistema.
D'aquesta manera, el mesurament dels temps entre pulsacions en púlsars binaris ha confirmat indirectament l'existència de la radiació gravitacional i verificat la relativitat general d'Einstein en un ambient en el qual no s'havia aconseguit abans.
El primer púlsar binari PSR 1913+16, també conegut com a «púlsar binari Hulse-Taylor», va ser descobert en 1974 en Arecibo per Joseph Hooton Taylor, Jr. i Russell Alan Hulse, cosa els valgué el Premi Nobel de Física en 1993. S'han mesurat pulsacions d'aquest sistema des del seu descobriment sense trobar variacions majors de 15 μs en el seu període.